# Ro Khanna
Rohit Khanna, detto Ro (Filadelfia, 13 settembre 1976), è un politico e avvocato statunitense, membro della Camera dei Rappresentanti per lo stato della California dal 2017.

## Biografia
Figlio di genitori indiani (suo nonno aveva fatto parte del movimento per l'indipendenza di Gandhi trascorrendo anche degli anni in prigione), Ro Khanna nacque a Filadelfia nel 1976. Frequentò la Yale Law School dove si laureò nel 2001.
Nel 2009 il presidente Barack Obama lo nominò in un'importante posizione al Dipartimento del Commercio da dove Khanna diresse importanti trattative commerciali internazionali e lavorò per aumentare le esportazioni statunitensi. Nel 2011 si dimise dal suo ruolo per lavorare come avvocato in un importante studio legale della Silicon Valley. Khanna esercitò inoltre la professione di docente universitario di economia presso l'Università di Stanford e di legge presso la Santa Clara University School of Law e la San Francisco State University.
Dopo aver tentato senza successo di candidarsi come deputato alla Camera dei Rappresentanti per tre volte nel 2004 (anno nel quale fu uno dei primi candidati al Congresso dichiaratamente contrario alla guerra in Iraq), nel 2012 e nel 2014, nel 2016 Khanna riuscì ad essere eletto nel distretto n. 17 della California, battendo il deputato uscente, il compagno di partito Mike Honda, con il 59,8% dei voti.